# Lista monumentelor istorice din județul Argeș - D

Simbol pentru monumentele istorice

Lista monumentelor istorice din județul Argeș - D cuprinde monumentele istorice înscrise în Patrimoniul cultural național al României și aflate în localități ce încep cu litera D din județul Argeș.
Lista completă este menținută și actualizată periodic de către Ministerul Culturii, Cultelor și Patrimoniului Național din România, prin intermediul Institutului Național al Patrimoniului, ultima versiune datând din 2015. Această listă cuprinde și actualizările ulterioare, realizate prin ordin al ministrului culturii.
| Cod LMI                              | Denumire                                                                        | Localitate                            | Localizare | Datare, Creatori               | Imagine               | Erori             |
| ------------------------------------ | ------------------------------------------------------------------------------- | ------------------------------------- | --- | ------------------------------ | --------------------- | ----------------- |
| AG-I-s-A-13362 (RAN: 16436.01)       | Situl arheologic de la Dobrești, punct „La Movile”                              | sat Dobrești; comuna Dobrești         | „La Movile”, pe islazul din Dealul Satului, la E de sat, la hotarul dintre Dobrești și Furești                       |                                | Încarcă foto \| video | Raportează eroare |
| AG-I-s-A-13362.01 (RAN: 16436.01.02) | Tumul                                                                           | sat Dobrești; comuna Dobrești         | „La Movile”, pe islazul din Dealul Satului, la E de sat, la hotarul dintre Dobrești și Furești 44.94722°N 25.11944°E | Epoca bronzului, Cultura Tei   | Încarcă foto \| video | Raportează eroare |
| AG-I-s-A-13362.02 (RAN: 16436.01.01) | Așezare                                                                         | sat Dobrești; comuna Dobrești         | „La Movile”, pe islazul din Dealul Satului, la E de sat, la hotarul dintre Dobrești și Furești 44.94722°N 25.11944°E | Epoca bronzului, Cultura Tei   | Încarcă foto \| video | Raportează eroare |
| AG-I-a-A-13363 (RAN: 16463.01)       | Ansamblul curților boierești de la Domnești                                     | sat Domnești; comuna Domnești         | „Siliște”, la N de șoseaua spre Câmpulung                                                                            | sec. XVI                       | Încarcă foto \| video | Raportează eroare |
| AG-I-m-A-13363.01 (RAN: 16463.01.01) | Ruine biserică                                                                  | sat Domnești; comuna Domnești         | „Siliște”, la N de șoseaua spre Câmpulung, suprapusă de mormântul lui Ioan Iancu Negulici                            | sec. XVI                       | Încarcă foto \| video | Raportează eroare |
| AG-I-m-A-13363.02                    | Ruine zid de incintă                                                            | sat Domnești; comuna Domnești         | „Siliște”, la N de șoseaua spre Câmpulung                                                                            | sec. XVI                       | Încarcă foto \| video | Raportează eroare |
| AG-II-m-B-13666                      | Casa cu prăvălie Mircea Victor                                                  | sat Davidești; comuna Davidești       | 98 | înc. sec. XX                   | Încarcă foto \| video | Raportează eroare |
| AG-II-m-B-13665                      | Casa Ion Matei                                                                  | sat Davidești; comuna Davidești       | 100 | înc. sec. XX                   | Încarcă foto \| video | Raportează eroare |
| AG-II-m-B-13664 (RAN: 16294.01)      | Biserica „Înălțarea Maicii Domnului”                                            | sat Davidești; comuna Davidești       | 255, în cimitir | 1794                           | Încarcă foto \| video | Raportează eroare |
| AG-II-m-A-13667 (RAN: 18448.01)      | Biserica „Adormirea Maicii Domnului”                                            | sat Deagu de Sus; comuna Recea        | 237 | 1765                           | Încarcă foto \| video | Raportează eroare |
| AG-II-m-B-13668                      | Casa Minel Cristescu                                                            | sat Dinculești; comuna Poiana Lacului | | mijl. sec. XIX                 | Încarcă foto \| video | Raportează eroare |
| AG-II-m-B-13669                      | Casa Gheorghe Marinescu                                                         | sat Dobrești; comuna Dobrești         | | sf. sec. XIX                   | Încarcă foto \| video | Raportează eroare |
| AG-II-m-B-13670                      | Casa Stancu Badea                                                               | sat Dobrești; comuna Dobrești         | | înc. sec. XIX                  | Încarcă foto \| video | Raportează eroare |
| AG-II-m-B-13671                      | Casa memorială „Ion Mihalache”                                                  | sat Dobrești; comuna Dobrești         | 295 | 1880                           | Încarcă foto \| video | Raportează eroare |
| AG-II-m-B-13672                      | Biserica „Sf. Mihail și Gavril”                                                 | sat Dobrogostea; comuna Merișani      | 470 | 1810                           | Încarcă foto \| video | Raportează eroare |
| AG-II-m-B-13674                      | Casa Șuțu, fostă primărie                                                       | sat Domnești; comuna Domnești         | Str. Alexandru cel Bun 15                                                                                            | 1930                           | Încarcă foto \| video | Raportează eroare |
| AG-II-m-B-13676                      | Casa Ion Hirică                                                                 | sat Domnești; comuna Domnești         | Str. Frații Andreiaș 16                                                                                              | 1806                           | Încarcă foto \| video | Raportează eroare |
| AG-II-a-B-13675                      | Ansamblul bisericii „Intrarea în Biserică a Maicii Domnului” - Domneștii de Sus | sat Domnești; comuna Domnești         | Bd. Neagoe Basarab 80                                                                                                | 1826 - 1831                    | Alte imagini          | Raportează eroare |
| AG-II-m-B-13675.01                   | Biserica „Intrarea în Biserică a Maicii Domnului” - Domneștii de Sus            | sat Domnești; comuna Domnești         | Bd. Neagoe Basarab 80                                                                                                | 1826 - 1831                    | Alte imagini          | Raportează eroare |
| AG-II-m-B-13675.02                   | Poartă de zid cu pictură murală                                                 | sat Domnești; comuna Domnești         | Bd. Neagoe Basarab 80                                                                                                | 1826 - 1831                    |                       | Raportează eroare |
| AG-II-m-B-13675.03                   | Zid de incintă                                                                  | sat Domnești; comuna Domnești         | Bd. Neagoe Basarab 80                                                                                                | 1826 - 1831                    | Încarcă foto \| video | Raportează eroare |
| AG-II-m-B-13673                      | Casa Felicia Proca                                                              | sat Domnești; comuna Domnești         | Bd. Neagoe Basarab 117, în fostul sat Domneștii de Sus                                                               | sf. sec. XIX                   | Încarcă foto \| video | Raportează eroare |
| AG-II-m-A-13679 (RAN: 16481.02)      | Biserica de lemn „Sf. Gheorghe” a schitului Dragoslavele                        | sat Dragoslavele; comuna Dragoslavele | 731 B, lângă reședința patriarhală, strămutată de la Borșa, jud. Maramureș                                           | sf. sec. XVII, strămutată 1949 | Alte imagini          | Raportează eroare |
| AG-II-m-B-13680                      | Ansamblul reședinței patriarhale                                                | sat Dragoslavele; comuna Dragoslavele | 731 A 45.34833°N 25.15916°E                                                                                          | 1930                           | Încarcă foto \| video | Raportează eroare |
| AG-II-m-B-13680.01                   | Reședința patriarhală-casă veche                                                | sat Dragoslavele; comuna Dragoslavele | 731 A | 1930                           | Încarcă foto \| video | Raportează eroare |
| AG-II-m-B-13680.02                   | Reședința patriarhală-casă nouă                                                 | sat Dragoslavele; comuna Dragoslavele | 731 A | 1935                           | Încarcă foto \| video | Raportează eroare |
| AG-II-m-B-13680.03                   | Anexe                                                                           | sat Dragoslavele; comuna Dragoslavele | 731 A | 1930                           | Încarcă foto \| video | Raportează eroare |
| AG-II-m-B-13680.04                   | Parc                                                                            | sat Dragoslavele; comuna Dragoslavele | 731 A | 1930                           | Încarcă foto \| video | Raportează eroare |
| AG-II-m-B-13683                      | Școală                                                                          | sat Dragoslavele; comuna Dragoslavele | Șos. Brașovului 221                                                                                                  | 1886                           | Încarcă foto \| video | Raportează eroare |
| AG-II-m-A-13677 (RAN: 16481.01)      | Biserica „Adormirea Maicii Domnului” - Joseni                                   | sat Dragoslavele; comuna Dragoslavele | Șos. Brașovului 587 45.3478°N 25.164°E                                                                               | 1661                           |                       | Raportează eroare |
| AG-II-m-B-13682                      | Casa Ologel                                                                     | sat Dragoslavele; comuna Dragoslavele | Str. Valea Caselor 299                                                                                               | 1880                           | Încarcă foto \| video | Raportează eroare |
| AG-II-m-A-13678 (RAN: 16481.03)      | Biserica „Înălțarea Domnului” - Suseni                                          | sat Dragoslavele; comuna Dragoslavele | Str. Valea Caselor 557                                                                                               | 1745                           | Încarcă foto \| video | Raportează eroare |
| AG-II-m-B-13681                      | Casa Catrinescu                                                                 | sat Dragoslavele; comuna Dragoslavele | Str. Valea Caselor 572                                                                                               | 1848                           | Încarcă foto \| video | Raportează eroare |
| AG-II-m-B-13684                      | Casa Iorgulescu                                                                 | sat Drăghici; comuna Mihăești         | | sec. XIX                       | Încarcă foto \| video | Raportează eroare |
| AG-IV-m-A-13946                      | Cruce de piatră                                                                 | sat deagu de Sus; comuna Recea        | În curtea bisericii „Adormirea Maicii Domnului” (nr. 237)                                                            | 1714                           | Încarcă foto \| video | Raportează eroare |
| AG-IV-m-A-13947 (RAN: 16463.02)      | Cruce de piatră                                                                 | sat Domnești; comuna Domnești         | Pe drumul spre Slănic, pe S, lângă o troiță de zid                                                                   | 1753                           | Încarcă foto \| video | Raportează eroare |
| AG-IV-m-A-13952 (RAN: 16481.09)      | A doua cruce a lui Lupu Vameșul                                                 | sat Dragoslavele; comuna Dragoslavele | Pe dreapta șoselei spre Rucăr                                                                                        | 1716                           | Încarcă foto \| video | Raportează eroare |
| AG-IV-m-A-13954 (RAN: 16481.10)      | Cruce de piatră                                                                 | sat Dragoslavele; comuna Dragoslavele | Pe „Dealul Naca”, în cimitirul creștin după Evanghelie                                                               | 1674                           | Încarcă foto \| video | Raportează eroare |
| AG-IV-m-A-13949 (RAN: 16481.05)      | Cruce de piatră                                                                 | sat Dragoslavele; comuna Dragoslavele | Șos. Brașovului, în centru, în fața casei nr. 162                                                                    | 1632-1654                      | Încarcă foto \| video | Raportează eroare |
| AG-IV-m-A-13950 (RAN: 16481.06)      | Cruce de piatră                                                                 | sat Dragoslavele; comuna Dragoslavele | Șos. Brașovului, în zidul casei Dumitru Arsu, (nr. 626 A)                                                            | 1632-1654                      | Încarcă foto \| video | Raportează eroare |
| AG-IV-m-A-13951 (RAN: 16481.07)      | Crucea de piatră a lui Lupu Vameșul                                             | sat Dragoslavele; comuna Dragoslavele | Șos. Brașovului, în zidul curții Dima (nr. 590)                                                                      | 1692                           | Încarcă foto \| video | Raportează eroare |
| AG-IV-m-A-13953 (RAN: 16481.08)      | Crucea de piatră a lui Coman Pârcălabul                                         | sat Dragoslavele; comuna Dragoslavele | Șos. Târgoviștei, în „Valea Năcii”, în troiță nouă                                                                   | 1724                           | Încarcă foto \| video | Raportează eroare |
| AG-IV-m-A-13948                      | Cruce de piatră                                                                 | sat Dragoslavele; comuna Dragoslavele | Str. Valea Caselor 557, pe zidul de incintă al bisericii „Înălțarea Domnului” - Suseni                               | 1665                           | Încarcă foto \| video | Raportează eroare |